# La Granada
|  | Per a altres significats, vegeu «granada (desambiguació)». |

La Granada és un municipi de la comarca de l'Alt Penedès.
A part del nucli principal de població, el municipi de la Granada també inclou les barriades del Carrer Nou i el Cortei, aquest últim essent enclavat entre els termes d'Avinyonet del Penedès i Subirats.

## Demografia
| 1497 f | 1515 f | 1553 f | 1717 | 1787 | 1857 | 1877 | 1887  | 1900  | 1910  |
| ------ | ------ | ------ | ---- | ---- | ---- | ---- | ----- | ----- | ----- |
| 16     | 19     | 23     | 193  | 392  | 881  | 954  | 1.108 | 1.078 | 1.102 |

| 1920  | 1930  | 1940  | 1950  | 1960  | 1970  | 1981  | 1990  | 1992  | 1994  |
| ----- | ----- | ----- | ----- | ----- | ----- | ----- | ----- | ----- | ----- |
| 1.193 | 1.127 | 1.047 | 1.013 | 1.117 | 1.232 | 1.187 | 1.225 | 1.215 | 1.215 |

| 1996  | 1998  | 2000  | 2002  | 2004  | 2006  | 2008  | 2010  | 2012  | 2014  |
| ----- | ----- | ----- | ----- | ----- | ----- | ----- | ----- | ----- | ----- |
| 1.299 | 1.325 | 1.329 | 1.429 | 1.525 | 1.754 | 1.949 | 1.963 | 2.047 | 2.073 |

| 2016  | 2018  | 2020  | 2022  | 2024  | 2026 | 2028 | 2030 | 2032 | 2034 |
| ----- | ----- | ----- | ----- | ----- | ---- | ---- | ---- | ---- | ---- |
| 2.091 | 2.130 | 2.208 | 2.207 | 2.263 | -    | -    | -    | -    | -    |

## Història
L'església del castell de la Granada fou bastida de nou el segle xvi, aprofitant els carreus del castell ensorrat i les facilitats atorgades pels reis Felip IV i Felip V d'Espanya. Avui en dia, i amb motiu de la celebració del mil·lenari, fou renovada totalment. En destaquen els relleus de guix amb color dels sostres de totes les capelles, està dedicada a sant Cristòfol màrtir.
La Granada fou el centre de la xarxa viària del Penedès durant els segles de la Reconquesta. Hi feien pas la Via Augusta dels romans, la via Mercadera, de l'interior cap a Barcelona, i la via Francisca, des del sud. Totes buscaven el mercat, honor que té la Granada d'haver-lo tingut des del s.IX era el mercat més antic del Penedès i un dels primers del Principat de catalunya, més tard es traspassà a Vilafranca amb la conformitat del bisbe de Barcelona i per raons polítiques del comte en els seus temps (1148).
Hi hagué un castell, la Torre Granada esmentat des del segle x, destruït durant la ràtzia de 1003 d'Abd al-Malik al-Muzaffar i ben aviat refet.
El 31 de març de 1642, durant la Guerra dels Segadors l'exèrcit castellà que havia de socórrer el Rosselló i que havia estat derrotat en la batalla de Montmeló es retirava a Tarragona i fou encalçat per les tropes catalanofranceses del virrei Philippe de La Mothe-Houdancourt, que capturaren Pere IV d'Empúries, comandant de les tropes espanyoles, amb les restes del seu exèrcit.
El castell fou enderrocat finalment per ordre de Felip V durant la Guerra de la Successió. Actualment es poden veure al nucli antic (nucli antic) les restes del castell, conserva l'aire medieval, amb els portals d'entrada al recinte emmurallat. Es pot veure un pany de muralla il·luminat els vespres. Cal destacar el conjunt de cases del carrer Poeta Cabanyes (Cal Roig, Cal Cabanyes, Cal Mitjans, Cal Cuscó) i la Casa del Castià (s.XV-s-XVI).

## Geografia
- Llista de topònims de la Granada (Orografia: muntanyes, serres, collades, indrets..; hidrografia: rius, fonts...; edificis: cases, masies, esglésies, etc).

L'emplaçament de la Granada (272 m d'altitud) al centre de la depressió del Penedès, entre la Serralada Prelitoral i el massís del Garraf, és un pas obligat, ja d'antic. En l'època romana hi passava la Via Augusta que es dirigia cap a Tarragona, la Via Mercadera, cap a Barcelona, i la Via Francisca. Des de 1865 hi passa la línia fèrria de Martorell a Tarragona, tenint estació de tren pròpia.
La Granada, tot i trobar-se en un punt més elevat que la resta de poblacions del voltant per estar situada en un turó, no destaca per tenir grans muntanyes ni desnivells, ja que es troba a la Depressió Prelitoral. El punt més elevat del municipi és el puig dels Pujols de la Granada (311 m). Cal destacar també que pel terme transiten dues rieres: la riera de Porroig i la riera dels Gorgs.
El terme municipal és envoltat pels termes de Santa Fe del Penedès al nord, Avinyonet del Penedès i Sant Cugat Sesgarrigues a l'est, Vilafranca al sud i amb les Cabanyes, Vilobí i Font-rubí a l'oest.
El nucli antic està inclòs a l'Inventari del Patrimoni Arquitectònic de Catalunya. És un conjunt de cases entre mitgeres amb façana al davant i al darrere, que tancaven el poble amb portals d'entrada. A l'interior del recinte es conserva el castell i l'església.
Conté un petit enclavament al nord-est del terme, travessat per la via del tren i per l'autopista, on hi apareix l'antic Mas Cortei, esmentat ja des del segle xii.

## Cultura
Pel que fa als actes culturals, destaca per sobre de tot la Festa Major, dedicada al patró del poble: Sant Cristòfol. Durant aquesta festa, que es duu a terme la segona setmana de juliol, té lloc la tradicional Baixada del Ruc del Campanar.
La segona setmana d'octubre també destaca per acollir una altra festa important, la Festa Major Petita o de Minerva, patrona del poble. També és coneguda com a Festa del Most, i té com a acte principal la Pujada del Ruc al Campanar, la qual congrega molts habitants de tota la comarca.

## Administració

### Llista d'alcaldes
| Període     | Alcalde o alcaldessa                                 | Partit polític | Data de possessió                | Observacions |
| ----------- | ---------------------------------------------------- | -------------- | -------------------------------- | ------------ |
| 1979–1983   | Joan Domènech Ferrer                                 | Independent    | 19/04/1979                       | --           |
| 1983–1987   | Joan Domènech Ferrer                                 | Independent    | 28/05/1983                       | --           |
| 1987–1991   | Joan Domènech Ferrer                                 | PSC            | 30/06/1987                       | --           |
| 1991–1995   | Xavier Milà Barnés                                   | CiU            | 15/06/1991                       | --           |
| 1995–1999   | Xavier Milà Barnés                                   | CiU            | 17/06/1995                       | --           |
| 1999–2003   | Diego Díez de los Ríos Sánchez                       | EPM            | 03/07/1999                       | --           |
| 2003–2007   | Diego Díez de los Ríos Sánchez                       | EPM            | 14/06/2003                       | --           |
| 2007–2011   | Joan Cols Canals Joan Iniesta Zarza Joan Cols Canals | CiU PSC CiU    | 16/06/2007 18/06/2009 17/06/2010 | --           |
| 2011–2015   | Joan Cols Canals Joan Iniesta Zarza Joan Cols Canals | CiU PSC CiU    | 11/06/2011 13/06/2013 16/06/2014 | --           |
| 2015–2019   | Diego Díez de los Ríos Sánchez                       | EPM            | 13/06/2015                       | --           |
| 2019-2023   | Joan Cols i Canals                                   | JxLG           | 15/06/2019                       | --           |
| Des de 2023 | Joan Amat Domènech                                   | EPM            | 17/06/2023                       | --           |

### Eleccions municipals 2019
| Candidatura | Candidatura                                                   | Cap de llista        | Vots  | Regidors | % vots |
| ----------- | ------------------------------------------------------------- | -------------------- | ----- | -------- | ------ |
|             | Entesa - Acord Municipal                                      | Joan Amat i Domènech | 505   | 5        | 42,87% |
|             | Junts per la Granada                                          | Joan Cols i Canals   | 474   | 5        | 40,24% |
|             | Partit dels Socialistes de Catalunya - Candidatura de Progrés | Jordà Jaime i Ortiz  | 168   | 1        | 14,26% |
|             | En blanc                                                      |                      | 31    | -        | 2,63%  |
|             | Vot nul                                                       |                      | 12    | -        | 1,01%  |
| Total       | Total                                                         | 1.190                | 1.190 | 11       | 100%   |

Govern de Junts per la Granada i el Partit dels Socialistes de Catalunya.

### Eleccions al Parlament de Catalunya 2017
| Candidatura | Candidatura   | Cap de llista        | Vots  | Regidors | % vots |
| ----------- | ------------- | -------------------- | ----- | -------- | ------ |
|             | JxCat         | Carles Puigdemont    | 477   |          | 35,05  |
|             | ERC-CatSí     | Oriol Junqueras      | 392   |          | 28,80  |
|             | C's           | Inés Arrimadas       | 174   |          | 12,78  |
|             | PSC           | Miquel Iceta         | 114   |          | 8,38   |
|             | CUP           | Carles Riera         | 85    |          | 6,25   |
|             | CatComú-Podem | Xavier Domènech      | 65    |          | 4,78   |
|             | PPC           | Xavier García Albiol | 34    |          | 2,50   |
|             | Altres        |                      | 9     |          | 0,66   |
|             | En blanc      |                      | 11    |          | 0,81   |
|             | Vot nul       |                      | 1     |          | 0,07   |
| Total       | Total         | 1.362                | 1.362 |          |        |

## Mitjans de comunicació
La Granada, a més del gran nombre d'entitats de què disposa, també té un tret diferenciador de la gran majoria dels municipis del seu voltant. Des de l'any 1985, disposa d'un canal de televisió propi, La Granada Televisió. Aquest canal es va convertir en la primera emissora de televisió local que emetia per ones a tot el Penedès i va ser creat gràcies a la col·laboració econòmica d'un nombrós grup de veïns. Des del 2008 La Granada TV emet per TDT.
També cal citar que dins del terme municipal de la Granada hi ha el Centre de Comunicacions per Satèl·lit que l'empresa Telefònica va utilitzar per transmetre les imatges dels Jocs Olímpics de Barcelona 1992 a tot el món.